# Platycoelostoma tasmanicum
Platycoelostoma tasmanicum är en insektsart som beskrevs av Penny J. Gullan 2001. Platycoelostoma tasmanicum ingår i släktet Platycoelostoma och familjen pärlsköldlöss. Inga underarter finns listade i Catalogue of Life.